# Observació de cetacis

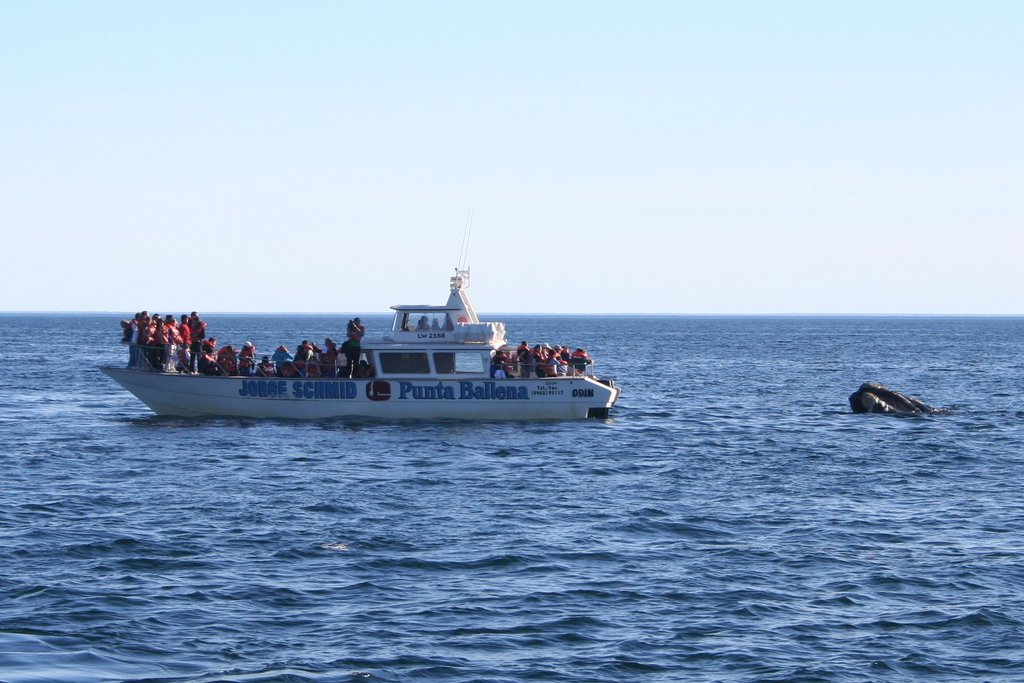
Observació de balenes a la península de Valdés (Argentina)

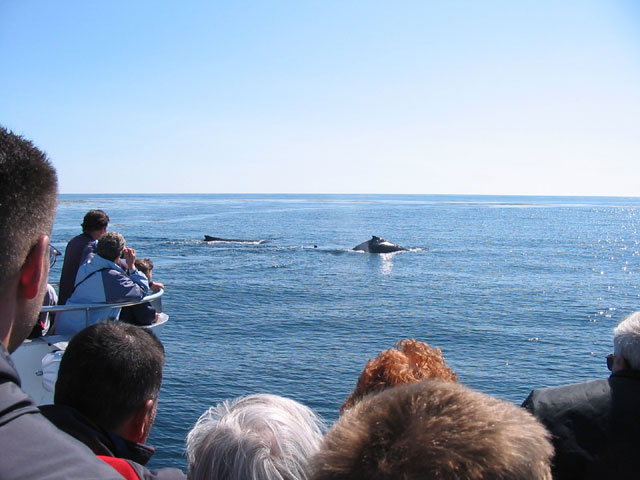
Turistes observant balenes

L'observació de cetacis és una activitat que consisteix a observar cetacis al seu ambient natural. En general, l'observació de cetacis es practica mitjançant els serveis d'operadors que organitzen excursions navals en llocs amb una població de cetacis prou gran. En molt pocs llocs del món, com ara a les costes meridionals de Sud-àfrica i Austràlia, també es poden observar cetacis des de terra.
Els llocs més coneguts on es poden observar cetacis es troben a les aigües d'Escandinàvia, de la costa pacífica de Mèxic, Kenya, Nova Zelanda, les Açores, Cap Verd (en particular a les aigües entre les illes de Sal i Boa Vista), Islàndia, el Canadà (en particular a la boca del Sant Llorenç, al Quebec), l'Argentina (a la península de Valdés, a la Patagònia), Austràlia i Sud-àfrica (sobretot a la regió de Mossel Bay).
Al Mediterrani, entre altres llocs, es poden observar balenes en una àrea protegida situada entre la Ligúria i Còrsega, coneguda com a «Santuari dels Cetacis». El WWF, juntament amb altres agències especialitzades, hi organitza expedicions periòdiques.
Els principals punts de partida de les excursions es troben a l'extrem occidental de la Ligúria, a Sanremo i Imperia, zones des d'on s'arriba a les àrees d'observació després de només 20 minuts a la mar.